# Obidil

## Člani zasedbe Obidil
- Katarina Globočnik -vokal
- Klemen Markelj - bobni
- Gašper Kačar - klaviature
- Andrej Čufar - bas kitara
- Matej Sušnik - bas kitara ( od 2006)
- Rok Tomšič - kitara
- Tomaž Jelenc - kitara

## Diskografija
- The magic word (2003)
- Stardust (2008)

## O bendu
Zasedba je pričela ustvarjati leta 2000 na pobudo Klemena (bobni) in Katarine (vokal), z željo ustvarjati predvsem avtorsko glasbo. Klemen je povabil v bend Tomaža (kitara) in Andreja (bas kitara), s katerima je igral že v zasedbi Bad Law. Po nekaj vajah se jim je pridružil še Gašper (klaviature). Že na prvi skupni vaji je bila okvirno postavljena skladba Burnt wings, za katerega je Katarina že imela napisan tekst. Sledilo je komponiranje skladb Ne išči več, Pot spoznanj, Parallel world ter The dragon's Story in Erazem predjamski.  V osnovi metalske skladbe, so dekle in fantje nadgradili s kompleksnejšimi aranžmaji, kar se je kazalo v številnih menjavah rifov, spreminjanja tempov, ritmičnimi menjavami znotraj ene same skladbe in jih oplemenitili z vsebino v slovenskem ali angleškem besedilu. Poleg lastnih skladb so bogatili koncertni repertoar s skladbami bendov Iron Maiden, Ronnie James Dio, Nightwish, Saxon, Helloween, Ozzy Osbourne in ostalimi metal, rock bendi, ki so v tistem času najbolj vplivali na njihov glasbeni izraz. V letu 2002 je devet avtorskih skladb zaživelo na prvencu The magic word, katerega naslov je imela tudi ena od skladb na albumu. The magic word predstavlja njihovo slogovno originalnost, poleg tega je v skladbi izražen tudi pomen imena samega benda Obidil, kot uroka za reševanje slabega v dobro. Album zaključita bobnarski inštrumental Intro the night in skladba Noč. Vse skladbe so bile posnete leta 2002 na Bledu, v studiu Castleroad, pod producenta pa se je podpisal Blaž Soklič, ki mu je bil v pomoč tudi studijski kolega Dali, sicer oba člana takratne metal zasedbe Dusk delight. Album The magic word je luč sveta ugladal leta 2003, skladba Burnt wings pa je bila izbrana tudi za CD 1. slovenske metal kompilacije, ki je izšel v podporo in predstavitev metal bendov, ki so takrat delovali na slovenski metalski sceni. Album The magic word je založila v tistem času ustanovljena založba On parole, bend Obidil pa je bil takoj stilsko uvrščen pod progresivo. Po izidu prvenca je sledila manjša turneja po slovenskih klubih, kjer so Obidil združili moči skupaj z bendoma Sarcasm in Shanti Nilaya.